# Катраноподібні
Катраноподібні (Squaliformes) — ряд акул, що охоплює близько 97 видів в 7 родинах.
Члени ряду мають два спинних плавця, які зазвичай мають шипи, не мають анального плавника, і мають п'ять зябрових щілин.
Вони зустрічаються по всьому світу, від полярних до тропічних вод, і в дрібних прибережних морях у відкритому океані.

## Класифікація
- Родина Centrophoridae Bleeker 1859 — Ковтаючі акули
  - Рід Centrophorus Müller & Henle 1837 — Ковтаюча акула
  - Рід Deania Jordan & Snyder 1902 — Дзьобова акула
- Родина Dalatiidae (Gray 1851) — Змієподібні акули
  - Рід Euprotomicroides Hulley and Penrith 1966
  - Рід Heteroscymnoides Fowler 1934
  - Рід Mollisquama Dolganov 1984
  - Триба Dalatiini
    - Рід Dalatias Rafinesque 1810
    - Рід Isistius Gill 1865

  - Триба Euprotomicrini
    - Рід Euprotomicrus Gill 1865
    - Рід Squaliolus Smith and Radcliffe in Smith 1912
- Родина Echinorhinidae Gill 1862 — Зоряношипі акули
  - Рід Echinorhinus Blainville 1816
- Родина Etmopteridae Fowler 1934 — Ліхтарні акули
  - Рід Aculeola de Buen 1959
  - Рід Centroscyllium Müller and Henle 1841 — Зубата акула
  - Рід Etmopterus Rafinesque 1810 — Ліхтарна акула
  - Рід Miroscyllium Shirai and Nakaya 1990
  - Рід Trigonognathus Mochizuki and Ohe 1990
- Родина Oxynotidae Gill 1872 — Грубі акули
  - Рід Oxynotus Rafinesque 1810 — Груба акула
- Родина Somniosidae Jordan 1888 — Сплячі акули
  - Рід Centroscymnus Barbosa du Bocage and Brito Capello 1864 — Оксамитова акула
  - Рід Scymnodalatias Garrick 1956 — Оксамитова акула безхребетна
  - Рід Scymnodon Barbosa du Bocage and Brito Capello 1864 — Оксамитова акула великозуба
  - Рід Somniosus Lesueur 1818 — Полярна акула
- Родина Squalidae Blainville 1816 — Катранові
  - Рід Cirrhigaleus Tanaka 1912 — Грубошкіра акула
  - Рід Squalus Linnaeus 1758 — Катран, колюча акула, шпорова акула